# Кјуба (Њу Мексико)
Кјуба (енгл. Cuba) град је у америчкој савезној држави Њу Мексико.

## Демографија
По попису из 2010. године број становника је 731, што је 141 (23,9%) становника више него 2000. године.
| Група             | 2000.       | 2010.       |
| Белци             | 71 (12,0%)  | 205 (28,0%) |
| Афроамериканци    | 1 (0,2%)    | 4 (0,5%)    |
| Азијати           | 4 (0,7%)    | 6 (0,8%)    |
| Хиспаноамериканци | 356 (60,3%) | 335 (45,8%) |
| Укупно            | 590         | 731         |